# Alien Dead
Alien Dead é um filme de terror estadunidense lançado em 1980 e dirigido por Fred Olen Ray, que também escreveu o roteiro em parceria com Martin Nicholas. O filme não obteve sucesso ao ser lançado na década de 1980, mas depois ganhou status cult como uma comédia não-intencional.

## Sinopse
Um meteoro cai em um pântano próximo a uma pequena cidade. Inicialmente, zumbis que caíram na Terra junto com o meteoro atacam os crocodilos, mas quando todos são devorados, eles se voltam para os habitantes do vilarejo. Enquanto as pessoas começam a sumir, um jovem cientista local tenta descobrir o que está acontecendo e como é possível impedir que os zumbis matem mais pessoas.

## Elenco
- Buster Crabbe .... Xerife Kowalski
- Ray Roberts .... Tom Corman
- Linda Lewis .... Shawn Michaels
- George Kelsey .... Emmet Michaels
- Mike Bonavia .... Miller Haze
- Dennis Underwood .... Dpt. Campbell
- John Leinier .... Paisley
- Rich Vogan .... Krelboin
- Martin Alan Nicholas .... Doc Ellerbee
- Norman Riggins .... Sr. Griffith
- Nancy Kranz .... Sra. Griffith